# Ficus populifolia
Espèce
Ficus populifolia est une espèce de plantes tropicales de la famille des Moracées.

## Répartition
Afrique tropicale, Arabie.